# René-Arthur Fréchet
René-Arthur Fréchet, né à Montréal en 1877 et mort le 28 mai 1950 à Moncton, est un architecte canadien et acadien.

## Biographie
Fréchet obtient son diplôme en architecture de l’Université Laval en 1898 et dès la même année, il obtient un emploi au Chemin de fer Intercolonial comme architecte. Deux ans plus tard, en 1900, il est transféré à Moncton et loge à l’Hôtel Minto. En 1905, il quitte son emploi et ouvre sa propre firme d’architecture. Sa spécialité est l’architecture religieuse et domestique. Toutefois, il ne se limitera pas qu’à ces domaines architecturaux. Il va notamment faire les plans du Théâtre Capitol de Moncton au milieu des années 1920.           
Fréchet s’implique dans la communauté acadienne. En 1903, il épouse Elvina Cormier, fille d’un marchand local, Simon Cormier.  Il fait partie de l’équipe de direction provisoire du journal acadien L'Évangéline, il est un des fondateurs du journal L’Acadien, il est conseiller municipal de Moncton et il est membre de la succursale La Tour de la Société nationale l’Assomption.
René-Arthur Fréchet décède le 28 mai 1950. Deux jours plus tard, Émery Leblanc signe un article dans L'Évangéline à sa mémoire, soulignant ses accomplissements.

## Œuvres

### À Moncton
- Maison Peters, 1903-1905[4].
- Mary’s Home, 1906-1908[5].

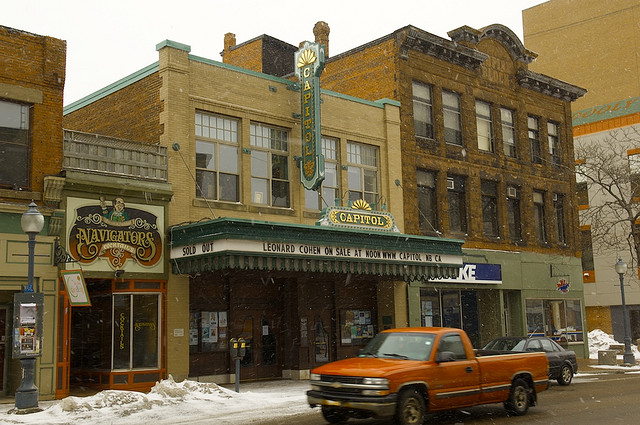
Théâtre Capitol.

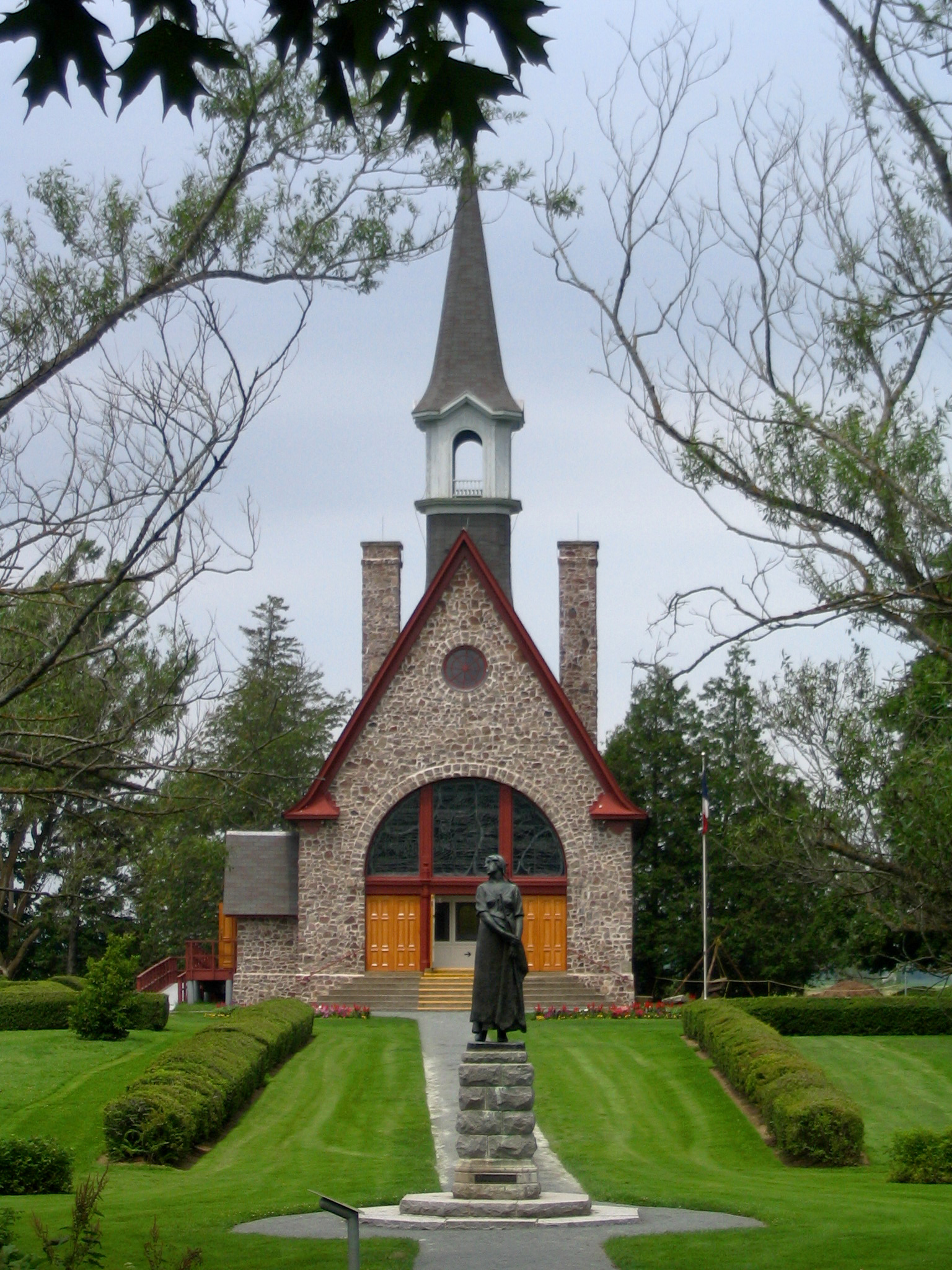
Église, Lieu historique national de Grand-Pré.

- Banque provinciale du Canada, 1909-1910[6].
- Église Saint-Antoine l'Ermite, 1923[7].
- Édifice des Sœurs du Bon Pasteur, devenu Édifice Léopold-Taillon à l'Université de Moncton[8],[9]
- Théâtre Capitol, 1926.

### Au Nouveau-Brunswick
- à Shédiac : 
  - Église Saint-Joseph ;
  - Pharmacie Léger, 1919[10].
- à Charlo : église Saint-François-Xavier.
- à Fredericton : maison du 21, rue Grey, 1919[11].
- à Hillsborough : Maison John Peck, 1919[12].
- à Miramichi : Immeuble Creaghan, 1924[13].
- à Tracadie :
  - Église Saint-Jean-Baptiste et Saint-Joseph, 1926-1949[14].
  - Maison du Dr Bourgeois, 1938[15].
- à North Head : Édifice du gouvernement du Canada, 1938-1939[16].
- Agrandissement de l'Église Sainte-Anne de Sainte-Anne-de-Kent, 1921.

### En Nouvelle-Écosse
- Grand-Pré : église-souvenir, Lieu historique national de Grand-Pré[17].

## Hommages
À Moncton, un parc porte son nom, le Parc René-Arthur-Fréchet,.